# Emperor Tomato Ketchup
Emperor Tomato Ketchup ist das vierte Studioalbum der britischen Rockband Stereolab. Es erschien im März 1996 auf Elektra Records und dem bandeigenen Label Duophonic Records. Zu der Zeit war es ihr größter kommerzieller Erfolg und erhielt durchgehend positive Kritiken. Drei Singles wurden aus dem Album ausgekoppelt: Cybele’s Reverie, Metronomic Underground und The Noise of Carpet. 

## Hintergrund
Der Name des Albums stammt von einem japanischen Film aus dem Jahr 1971, Tomato Kecchappu Kôtei (Regie: Shuji Terayama). In dem Film geht es um Kinder, die das Gesellschaftssystem stürzen und die Erwachsenen entmachten.
John McEntire von Tortoise betätigte sich auf dem Album als Multiinstrumentalist und half auch, das Album zu produzieren.
Der Song Cybele’s Reverie wurde 1996 später noch auf einer gleichnamigen EP erneut veröffentlicht.
Das Albumcover ist eine Hommage an die 1964 veröffentlichte LP Bartók – Concerto for Orchestra von Dirigent Heinrich Hollreiser und den Bamberger Symphonikern. 
Am 13. September 2019 erschien Emperor Tomato Ketchup als „Expanded Edition“ mit zusätzlichen Tracks auf 3 LPs und 2 CDs.

## Titelliste
Bis auf Percolator stammen alle Songs aus der Feder von Tim Gane and Lætitia Sadier.
Seite 1
1. Metronomic Underground – 7:55
2. Cybele’s Reverie – 4:42
3. Percolator (Gane, Sadier, Sean O’Hagan) – 3:47

Seite 2
1. Les Yper-Sound – 4:05
2. Spark Plug – 2:29
3. OLV 26 – 5:42
4. The Noise of Carpet – 3:05

Seite 3
1. Tomorrow Is Already Here – 4:56
2. Emperor Tomato Ketchup – 4:37
3. Monstre Sacre – 3:44

Seite 4
1. Motoroller Scalatron – 3:48
2. Slow Fast Hazel – 3:53
3. Anonymous Collective – 4:32

## Rezeption
Der professionelle Musikkritiker Robert Christgau bewertete das Album mit A- und lobte den individuellen Pop-Ansatz der Band.
Stephen Thomas Erlewine bewertete das Album auf Allmusic mit der Höchstwertung und urteilte:

„Consequently, the album is Stereolab's most complex, multi-layered record. It lacks the raw, amateurish textures of their early singles, but the music is far more ambitious, melding electronic drones and singsong melodies with string sections, slight hip-hop and dub influences, and scores of interweaving counter melodies. Even when Stereolab appears to be creating a one-chord trance, there is a lot going on beneath the surface. Furthermore, the group's love for easy listening and pop melodies means that the music never feels cold or inaccessible.“

„Dieses Album ist das komplexeste und vielschichtigste Album von Stereolab. Es lässt die rohen, amateurhaften Texturen ihrer frühen Singles vermissen, doch die Musik hat sehr viel mehr Emotion und mixt elektronische Drones mit Singsang-Melodien und Streicher-Abschnitten, leichten Hiphop- und Dubeinflüssen und Klangflächen sich einmischender Gegenmelodien. Selbst wenn es so scheint, als würden Stereolab eine Trance aus einem Akkord kreieren, geht unter der Oberfläche doch sehr viel ab. Außerdem führt die Liebe der Band zu Easy Listening und Pop-Melodien dazu, dass sich die Musik nie kalt oder uneingänglich anfühlt.“

Pitchfork wählte Emperor Tomato Ketchup auf Platz 51 der 100 besten Alben der 1990er Jahre.
Spin führt es auf Platz 46 der 90 besten Alben des Jahrzehnts sowie auf Platz 266 der 300 besten Alben aus dem Zeitraum 1985 bis 2014.
Das Album wurde in die 1001 Albums You Must Hear Before You Die aufgenommen.